# Laura Gadea
Laura Gadea (Madrid, 19 de febrero de 1995) es una periodista, modelo, influencer y actriz española.

## Trayectoria
Estudió en la Universidad Europea de Madrid. Laura Gadea ha trabajado en LaSexta y Canal+ en España, en Fox Sports y C5N en Argentina. En 2016, ingresó al programa El Chiringuito de Jugones presentado por Josep Pedrerol, en sustitución de Irene Junquera, quien a su vez se convirtió en tertuliana. 
Trabajó en el programa «El Chiringuito de Jugones» en Mega. hasta julio de 2017.
Trabajó en Buenos Aires en Pop Radio 101.5, La Noche de Canal 5 Noticias y Superclásico de Fox Sports. También fue la presentadora del programa de apuestas 888 Casino de La Sexta.
Durante el trascurso del año 2017 participó en la serie de Televisión Española, Centro médico.

## Televisión
| Año  | Serie         | Personaje | Notas      |
| ---- | ------------- | --------- | ---------- |
| 2017 | Centro médico | Paciente  | 1 capítulo |